# St Mary Axe
St Mary Axe est une rue de la Cité de Londres. 
Paroisse médiévale de la ville de Londres dont elle a gardé le nom, la rue comptait l'église de St Mary Axe qui a été démolie en 1561. Sa paroisse a alors été unie à celle de St Andrew Undershaft, qui est située à l'angle de St Mary Axe et de Leadenhall Street. Le site de l'ancienne église est maintenant occupé par la Fitzwilliam House qui comporte une Blue plaque sur sa façade. 

## Histoire
Le nom de la rue peut dériver d'une combinaison de l'église dédiée à la Vierge Marie et d'une taverne voisine qui affichait bien en évidence un panneau avec l'image d'une hache, ou simplement du nom de l'église lui-même, qui peut provenir des haches utilisées par les Worshipful Company of Skinners qui en étaient les mécènes. Le signe d'une hache aurait été présent à l'extrémité est de l'église,. 
La rue St Mary Axe est maintenant plus connue pour le Baltic Exchange au no 38 et le Gherkin (cornichon) au no 30, un gratte-ciel de forme distincte construit sur le site des anciens bâtiments du Baltic Exchange et de la UK Chamber of Shipping, détruit par une bombe de l' IRA en 1992. 
La rue commence, à son extrémité nord, à la sortie de la Houndsditch, avec un trafic à sens unique vers le sud, et elle prend son origine à son extrémité sud en tant que sortie de Leadenhall Street, avec un trafic à sens unique en direction du nord. Les deux portions à sens unique de St Mary Axe convergent à Bevis Marks, où la circulation est dirigée vers l'ouest dans Camomile Street (en).
Le numéro 70 St Mary Axe apparaît dans plusieurs romans de l'auteur britannique Tom Holt comme l'adresse d'une firme de sorciers dirigée par JW Wells. C'est en soi une référence à The Sorcerer (en) de Gilbert et Sullivan. Dans la chanson My Name Is John Wellington Wells, les paroles donnent pour adresse Number Seventy, Simmery Axe cela reflète le fait que certains Londoniens prononcent le nom de la rue comme S'M'ry Axe plutôt que de l'énoncer complètement. Les romans de Tom Holt et The Sorcerer ont été écrits avant la construction de l'immeuble de bureaux actuel au 70 St Mary Axe.